# Survivor Series (1990)
Survivor Series (1990) było czwartą edycją corocznej gali pay-per-view Survivor Series, która została wyprodukowana przez World Wrestling Federation. Miała miejsce 22 listopada 1990 (w Dzień Dziękczynienia w Stanach Zjednoczonych) w Hartford Civic Center w Hartford, Connecticut.
Na gali odbył się debiut The Undertakera w WWF, który na przyszłorocznym Survivor Series stał się WWF World Heavyweight Championem, a także zadebiutował Gobbledy Gooker. Dodatkowo, Sgt. Slaughter − który miał gimmick heelowego sympatyka Iraku − wygłosił promo, w którym skrytykował wzięcie udziału wojsk stacjonujących w Iraku w Wojnie w Zatoce Perskiej. Randy Savage podczas wywiadu prowadzonym przez Gene'a Okerlunda wezwał The Ultimate Warriora do walki o WWF World Heavyweight Championship. Rick Rude został zastąpiony przez Haku, który został zawieszony przez Prezydenta WWF Jacka Tunneya za obrażanie matki Big Boss Mana; w rzeczywistości, Rude opuścił WWF.

## Wydarzenia po gali
Reakcja publiki na Gobbledy Gookera była niesamowicie negatywna, podczas gdy fani głośno wybuczyli Héctora Guerrero tańczącego w ringu z "Mean" Gean Okerlundem. Pomimo że postać pokazywała się na filmikach po Survivor Series, to Gobbledy Gooker został wycofany i następnym razem pojawił się dopiero w Gimmick Battle Royalu na WrestleManii X-Seven. Wiele lat później, WrestleCrap zaczęło używać nazwy "Gooker Award" jako nagrody za najgorsze gimmicki, storyline'y i wydarzenia we wrestlingu.
Sgt. Slaughter i Randy "Macho Man" Savage otrzymali walki przeciwko Ultimate Warriorowi o World Heavyweight Championship, gdzie Warrior skutecznie bronił tytułu. W międzyczasie, Slaughter i jego menadżer General Adnan wykonywali anty-amerykańskie proma − wszystkie w czasie, kiedy Stany Zjednoczone angażowane był w Wojnę w Zatoce Perskiej, aby podbudować reakcję na niego do walki przeciwko Warriorowi na Royal Rumble. Slaughter − z pomocą Savage'a i jego menadżerki Sensational Sherri − wygrał tytuł od Warriora na owej gali.
Hogan zaczął się skupiać na kończeniu rywalizacji z Earthquakem, gdzie brali razem udział w stretcher matche'ach, które Hogan wygrywał, po czym rozpoczął rywalizację ze Slaughterem o WWF World Heavyweight Championship.
Od czasu formacji Demolition w 1987, ugrupowanie było porównywane do Legion of Doom w kwestii większej siły. Feud pomiędzy Demolition (które było teraz reprezentowane przez Crusha i Smasha) i LOD był kontynuowany do 1990, gdzie LOD pokazało, że jest lepszą drużyną. W rezultacie, Demolition zaczęło tracić push, Mr. Fuji został przywrócony jako ich menadżer (po tym jak odwrócił się od nich dwa lata wcześniej) i ich ostatnie pojawienie się w ringu jako tag team miało miejsce na WrestleManii VII, gdzie Demolition przegrało z Genichiro Tenryu i Koji Kitao. W międzyczasie, LOD stało się posiadaczami WWF Tag Team Championship.
The Undertaker stał się bardzo popularny w opinii fanów, kiedy w międzyczasie pokonywał wrestlerów z low-cardu podczas jego pierwszych miesięcy w WWF. Szybko otrzymał pierwszy main-eventowy feud z The Ultimate Warriorem, który rozpoczął się krótko po WrestleManii VII i zaczął on bogatą ponad dwu-dekadową karierę 'Takera.

## Wyniki walk
| Nr                                                                                    | Wyniki | Stypulacje | Czas  |
| ------------------------------------------------------------------------------------- | --- | --- | ----- |
| 1D                                                                                    | Shane Douglas pokonał Buddy'ego Rose'a | Singles match | −     |
| 2                                                                                     | The Warriors (The Ultimate Warrior, The Legion of Doom (Hawk i Animal) i The Texas Tornado) pokonali The Perfect Team (Mr. Perfecta i Demolition (Axa, Smasha i Crusha)) (w/ Bobby Heenan i Mr. Fuji)                                                                  | Four-on-four Survivor Series elimination matchEliminacje                                                                                      | 14:20 |
| 3                                                                                     | The Million Dollar Team (Ted DiBiase, The Undertaker i Rhythm and Blues (The Honky Tonk Man i Greg Valentine)) (w/ Virgil, Jimmy Hart i Brother Love) pokonali The Dream Team (Dusty'ego Rhodesa, Koko B. Ware'a i The Hart Foundation (Breta Harta i Jima Neidharta)) | Four-on-four Survivor Series elimination matchEliminacje                                                                                      | 13:54 |
| 4                                                                                     | The Visionaries (Rick Martel, The Warlord i Power and Glory (Hercules i Paul Roma)) (w/ Slick) pokonali The Vipers (Jake'a Robertsa, Jimmy'ego Snukę i The Rockers (Shawna Michaelsa i Marty'ego Jannetty'ego))                                                        | Four-on-four Survivor Series elimination matchEliminacje                                                                                      | 17:42 |
| 5                                                                                     | The Hulkamaniacs (Hulk Hogan, Jim Duggan, Big Boss Man i Tugboat) pokonali The Natural Disasters (Earthquake'a, Haku, Dino Bravo i The Barbariana) (w/ Jimmy Hart i Bobby Heenan)                                                                                      | Four-on-four Survivor Series elimination matchEliminacje                                                                                      | 14:49 |
| 6                                                                                     | The Alliance (Nikolai Volkoff, Tito Santana i The Bushwhackers (Bushwhacker Luke i Bushwhacker Butch) pokonali The Mercenaries (Sgt. Slaughtera, Borisa Zhukova i The Orient Express (Sato i Tanakę) (w/ Mr. Fuji i General Adnan)                                     | Four-on-four Survivor Series elimination matchEliminacje                                                                                      | 10:52 |
| 7                                                                                     | The Face Team (Hulk Hogan, The Ultimate Warrior i Tito Santana) pokonali The Heel Team (Teda DiBiasego, Ricka Martela, The Warlorda i Power and Glory (Herculesa i Paula Romę)) (w/ Virgil i Slick)                                                                    | "Grand Finale Match of Survival": three-on-five Survivor Series elimination match, w którym brali udział zwycięzcy poprzednich walkEliminacje | 09:07 |
| (c) – mistrz/mistrzyni przed walkąD – walka była dark matchem (nietransmitowana w TV) | | |       |

### Rezultaty Survivor Series elimination matchów

#### Survivor Series elimination match #1
| Eliminacja Nr. | Wrestler                            | Drużyna                             | Wyeliminowany przez                 | Metoda eliminacji                          | Czas                                |
| -------------- | ----------------------------------- | ----------------------------------- | ----------------------------------- | ------------------------------------------ | ----------------------------------- |
| 1              | Ax                                  | Perfect Team                        | The Ultimate Warriora               | Przypięty po Warrior Splashu               | 03:23                               |
| 2              | Smash, Crush i LOD                  | Perfect Team i Warriors             | N/A                                 | Zdyskwalifikowani po bijatyce poza ringiem | 07:36                               |
| 3              | Texas Tornado                       | Warriors                            | Mr. Perfecta                        | Przypięty po Perfect Plexie                | 11:02                               |
| 4              | Mr. Perfect                         | Perfect Team                        | The Ultimate Warriora               | Przypięty po Warrior Splashu               | 14:20                               |
| Ocalony:       | The Ultimate Warrior (The Warriors) | The Ultimate Warrior (The Warriors) | The Ultimate Warrior (The Warriors) | The Ultimate Warrior (The Warriors)        | The Ultimate Warrior (The Warriors) |

#### Survivor Series elimination match #2
| Eliminacja Nr. | Wrestler                     | Drużyna                      | Wyeliminowany przez          | Metoda eliminacji                                                           | Czas                         |
| -------------- | ---------------------------- | ---------------------------- | ---------------------------- | --------------------------------------------------------------------------- | ---------------------------- |
| 1              | Koko B. Ware                 | Dream Team                   | The Undertakera              | Przypięty po Tombstone Piledriverze                                         | 01:39                        |
| 2              | The Honky Tonk Man           | Million $ Team               | Jima Neidharta               | Przypięty po Powerslamie                                                    | 04:16                        |
| 3              | Jim Neidhart                 | Dream Team                   | Teda DiBiasego               | Przypięty po ataku ze strony Virgila                                        | 05:49                        |
| 4              | Dusty Rhodes                 | Dream Team                   | The Undertaker               | Przypięty po Double axe handle z górnej liny                                | 08:26                        |
| 5              | The Undertaker               | Million $ Team               |                              | Odliczony poza-ringowo                                                      | 09:17                        |
| 6              | Greg Valentine               | Million $ Team               | Breta Harta                  | Przypięty po próbie Figure four leglocku zamienionej na small package Harta | 09:57                        |
| 7              | Bret Hart                    | Dream Team                   | Teda DiBiasego               | Przypięty po skontrowaniu flying bodypress                                  | 13:54                        |
| Ocalony:       | Ted DiBiase (Million $ Team) | Ted DiBiase (Million $ Team) | Ted DiBiase (Million $ Team) | Ted DiBiase (Million $ Team)                                                | Ted DiBiase (Million $ Team) |

#### Survivor Series elimination match #3
| Eliminacja Nr. | Wrestler                                                         | Drużyna                                                          | Wyeliminowany przez                                              | Metoda eliminacji                                                | Czas                                                             |
| -------------- | ---------------------------------------------------------------- | ---------------------------------------------------------------- | ---------------------------------------------------------------- | ---------------------------------------------------------------- | ---------------------------------------------------------------- |
| 1              | Marty Jannetty                                                   | The Vipers                                                       | The Warlorda                                                     | Przypięty po Powerslamie                                         | 05:03                                                            |
| 2              | Jimmy Snuka                                                      | The Vipers                                                       | Ricka Martela                                                    | Przypięty przy pomocy inside cradle'a                            | 09:28                                                            |
| 3              | Shawn Michaels                                                   | The Vipers                                                       | Paula Romę                                                       | Przypięty po Powerplexie                                         | 15:40                                                            |
| 4              | Jake Roberts                                                     | The Vipers                                                       |                                                                  | Odliczony poza-ringowo                                           | 17:42                                                            |
| Ocaleni:       | Rick Martel, The Warlord, Paul Roma i Hercules (The Visionaries) | Rick Martel, The Warlord, Paul Roma i Hercules (The Visionaries) | Rick Martel, The Warlord, Paul Roma i Hercules (The Visionaries) | Rick Martel, The Warlord, Paul Roma i Hercules (The Visionaries) | Rick Martel, The Warlord, Paul Roma i Hercules (The Visionaries) |

#### Survivor Series elimination match #4
| Eliminacja Nr. | Wrestler                  | Drużyna                              | Wyeliminowany przez       | Metoda eliminacji                                    | Czas                      |
| -------------- | ------------------------- | ------------------------------------ | ------------------------- | ---------------------------------------------------- | ------------------------- |
| 1              | Haku                      | The Natural Disasters                | Big Boss Mana             | Przypięty po Boss Man Slamie                         | 03:15                     |
| 2              | Jim Duggan                | Hulkamaniacs                         |                           | Zdyskwalifikowany za zaatakowanie Earthquake'a deską | 06:12                     |
| 3              | Dino Bravo                | The Natural Disasters                | Hulka Hogana              | Przypięty za pomocą small package                    | 07:59                     |
| 4              | Big Boss Man              | Hulkamaniacs                         | Earthquake'a              | Przypięty po elbow dropie                            | 09:08                     |
| 5              | Tugboat & Earthquake      | Hulkamaniacs i The Natural Disasters |                           | Podwójne wyliczenie poza-ringowe                     | 11:33                     |
| 6              | The Barbarian             | The Natural Disasters                | Hulka Hogana              | Przypięty po leg dropie                              | 14:49                     |
| Ocalony:       | Hulk Hogan (Hulkamaniacs) | Hulk Hogan (Hulkamaniacs)            | Hulk Hogan (Hulkamaniacs) | Hulk Hogan (Hulkamaniacs)                            | Hulk Hogan (Hulkamaniacs) |

#### Survivor Series elimination match #5
| Eliminacja Nr. | Wrestler                    | Drużyna                     | Wyeliminowany przez         | Metoda eliminacji                                                 | Czas                        |
| -------------- | --------------------------- | --------------------------- | --------------------------- | ----------------------------------------------------------------- | --------------------------- |
| 1              | Boris Zhukov                | The Mercenaries             | Tito Santanę                | Przypięty po Flying Forearmie                                     | 0:48                        |
| 2              | Sato                        | The Mercenaries             | Butcha                      | Przypięty po Battering Ramie                                      | 1:46                        |
| 3              | Tanaka                      | The Mercenaries             | Tito Santanę                | Przypięty po Flying Forearmie                                     | 2:13                        |
| 4              | Nikolai Volkoff             | The Alliance                | Sgt. Slaughtera             | Przypięty po elbow dropie                                         | 5:25                        |
| 5              | Luke                        | The Alliance                | Sgt. Slaughtera             | Przypięty po Gutbusterze                                          | 6:30                        |
| 6              | Butch                       | The Alliance                | Sgt. Slaughtera             | Przypięty po Clothesline                                          | 6:53                        |
| 7              | Sgt. Slaughter              | The Mercenaries             |                             | Zdyskwalifikowany po tym jak Adnan zaatakował Santanę flagą Iraku | 10:52                       |
| Ocalony:       | Tito Santana (The Alliance) | Tito Santana (The Alliance) | Tito Santana (The Alliance) | Tito Santana (The Alliance)                                       | Tito Santana (The Alliance) |

#### Survivor Series elimination match #6
| Eliminacja Nr. | Wrestler                                          | Drużyna                                           | Wyeliminowany przez                               | Metoda eliminacji                                 | Czas                                              |
| -------------- | ------------------------------------------------- | ------------------------------------------------- | ------------------------------------------------- | ------------------------------------------------- | ------------------------------------------------- |
| 1              | The Warlord                                       | The Heel Team                                     | Tito Santanę                                      | Przypięty po Flying Forearmie                     | 0:28                                              |
| 2              | Tito Santana                                      | The Face Team                                     | Teda DiBiasego                                    | Przypięty po hotshocie                            | 1:51                                              |
| 3              | Paul Roma                                         | The Heel Team                                     | Hulka Hogana                                      | Przypięty po clothesline                          | 5:57                                              |
| 4              | Rick Martel                                       | The Heel Team                                     |                                                   | Odliczony poza-ringowo po opuszczeniu zespołu     | 7:17                                              |
| 5              | Ted DiBiase                                       | The Heel Team                                     | Hulka Hogana                                      | Przypięty po leg dropie                           | 8:30                                              |
| 6              | Hercules                                          | The Heel Team                                     | The Ultimate Warriora                             | Przypięty po Warrior Splashu                      | 9:07                                              |
| Ocaleni:       | Hulk Hogan & The Ultimate Warrior (The Face Team) | Hulk Hogan & The Ultimate Warrior (The Face Team) | Hulk Hogan & The Ultimate Warrior (The Face Team) | Hulk Hogan & The Ultimate Warrior (The Face Team) | Hulk Hogan & The Ultimate Warrior (The Face Team) |